# Bemowo
Bemowo ist ein Stadtbezirk im westlichen Teil von Warschau. Zu seinem Gebiet gehört der westliche Teil des früher selbständigen Bezirks Wola, der 1951 nach Warschau eingemeindet wurde. Der Name des Stadtteils leitet sich von dem Nachnamen des Generals Józef Bem ab.

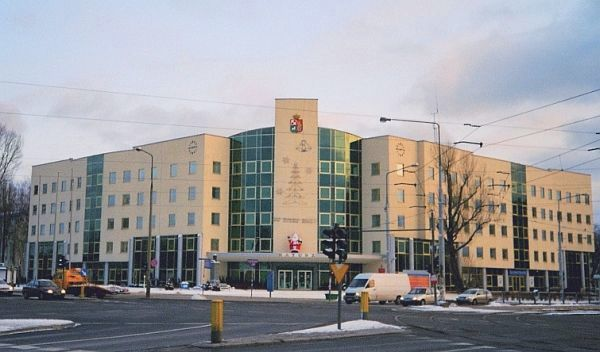
Das Rathaus von Bemowo